# Микрофон
Микрофон (грч. mikros, што значи „мали“ и phone, што значи „звук“) је електрични уређај који акустичне таласе који до њега допиру претвара у електричне аналогне или дигиталне сигнале, који касније могу бити спроведени до других уређаја који исте могу да памте, обрађују или репродукују. У процесу њихове градње и испитивања, користе се тзв. глуве собе. Први микрофон је пронашао Емил Берлинер 1877. године.
Микрофони се користе у свакодневном животу. На пример код телефона, касетофона и диктафона (за снимање звука), слушних помагала, у радију, телевизији, музичкој и филмској продукцији итд.
Постоји више врста микрофона:
- Кондензаторски или електростатички
- Електрет кондензаторски
- Електродинамички
- Угљени
- Пиезоелектрични
- Ласерски
- Текући (медијум је течност)
- MEMS (м. на чипу)
- Динамички звучници као микрофони

## Историја
Да би се разговарало са већим групама људи, јавља се потреба за повећањем јачине људског гласа. Најранији уређаји који су коришћени за постизање овог циља били су акустични мегафони. Неки од првих примера, из Грчке петог века пре нове ере, биле су позоришне маске са отворима за уста у облику рога које су акустично појачавале глас глумаца у амфитеатрима. Године 1665, енглески физичар Роберт Хук био је први који је експериментисао са медијумом који није ваздух са проналаском „телефона за љубавнике“ направљеног од истегнуте жице са шољом причвршћеном на сваком крају.
Први микрофон који је омогућио исправну гласовну телефонију био је (лабаво-контактни) угљенични микрофон. Ово су независно развили Дејвид Едвард Хјуз у Енглеској и Емил Берлинер и Томас Едисон у САД. Иако је Едисон награђен првим патентом (након дугог правног спора) средином 1877. године, Хјуз је демонстрирао његов радни уређај пред многим сведоцима неколико година раније, и већина историчара му је придала заслуге за изум. Берлинеров микрофон је постигао комерцијални успех кроз коришћење од стране Александера Грахама Бела за свој телефон и Берлинер је постао запослен код Бела. Угљенични микрофон је директан прототип данашњих микрофона и био је кључан у развоју телефоније, емитовања и индустрије снимања. Томас Едисон је прерадио угљенични микрофон у свој предајник са угљеничним трансмитером из 1886. године. Овај микрофон је коришћен на првој радио емисији, наступу у њујоршкој Метрополитен опери 1910. године.
Године 1916. Е.Ц. Венте из Вестерн Електрика остварио је следећи пробој са првим кондензаторским микрофоном. Године 1923, направљен је први практични микрофон са покретним калемом. Маркони-Сајксов магнетофон, који је развио капетан Х.Ј. Раунд, постао је стандард за BBC студије у Лондону. Ово је побољшано 1930. од стране Алана Блумлајна и Херберта Холмана који су објавили HB1A и био је најбољи стандард дана.
Такође 1923. године представљен је тракасти микрофон, други електромагнетни тип, за који се верује да га је развио Хари Ф. Олсон, који је у суштини реверзно конструисао тракасти звучник. Током година ове микрофоне је развило неколико компанија, пре свега RCA која је направила велики напредак у контроли шаблона, да би микрофону дала усмереност. Са процватом телевизијске и филмске технологије појавила се потражња за микрофонима високе верности и већом усмереношћу. Електро-Војс је одговорио својим Оскаром награђеним шотган микрофоном за сачмару 1963. године.
Током друге половине 20. века развој је брзо напредовао када су Шур Брадерс представили SM58 и SM57. Најновија истраживања укључују употребу оптичких влакана, ласера и интерферометара.

## Угљени микрофон
Угљени микрофон је врста микрофона, претварача који претвара звук у електрични звучни сигнал. Састоји се од две металне плоче раздвојене гранулама угљеника. Једна плоча је веома танка и усмерена ка говорном лицу, делујући као дијафрагма. Звучни таласи ударају у дијафрагму проузрокујући њено вибрирање, при чему испољавају променљив притисак на грануле, што заузврат мења електрични отпор између плоча. Виши притисак смањује отпор и тиме приближава грануле. Стабилна једносмерна струја пролази између плоча кроз гранула. Променљив отпор доводи до модулације струје, стварајући променљиву електричну струју, која репродукује променљив притисак звучног таласа. У телефонији, ова таласања струје директно се преносе кроз телефонске жице до централне канцеларије. У јавним системима или у уређајима за снимање користе се аудио појачала. Фреквентни одзив угљених микрофона, међутим, ограничен је на уски опсег, а уређај производи значајну електричну буку.
- Као појачало

Угљени микрофони се могу користити као појачала. Ова могућност је коришћен у раним телефонским репетиторима, чинећи телефонске позиве на даљину могућим у ери пре ере појачала на бази вакуумских цеви. У овим репетиторима, магнетни телефонски пријемник је механички упарен са угљеним микрофоном.
- Тренутна употреба

Поред старих телефонских инсталација у земљама Трећег света, угљени микрофони се и данас користе у одређеним апликацијама у развијеном свету. Пример је Схуре 104ц , који је још увек у потражњи због широке компатибилности са постојећом опремом.

## Електродинамички микрофон
Електродинамички микрофон ради на принципу електромагнетне индукције. На тај начин претвара акустичку енергију у електричне сигнале, који се прослеђују до излаза микрофона. По начину стварања електромагнетне индукције, електродинамички микрофони се деле на:
- Електродинамичке микрофоне са калемом
- Електродинамичке микрофоне са траком

У пракси се електродинамички микрофони са калемом називају динамички микрофони, а електродинамички микрофони са траком – рибон микрофони (енг. Ribbon = трака).
Електродинамички микрофони обично не захтевају фантомско напајање.

### Динамички микрофон
Динамички микрофони садрже калем у константном магнетном пољу, који је везан за мембрану и излаз микрофона. Када звучни талас помери мембрану микрофона, калем се заједно са њом креће и тако индукује струју, која се даље спроводи до излаза микрофона.
Динамички микрофони су прилично отпорни на механичка оштећења и влагу и имају висок GBF (Gain Before Feedback), тако да им је главна примена озвучавање концерата. Микрофон AKG D112 је познат по употреби при снимању или озвучавању бас бубња, док се Shure SM58 често користи за озвучавање и снимање добоша и понекад вокала.

### Рибон микрофон
Као и електродинамички микрофони са калемом, рибон микрофони раде на принципу електромагнетне индукције, с тим што се у магнетном пољу уместо калема налази танка, метална трака. Када звучни талас помери траку, индукује се електрични сигнал, који се спроводи до излаза микрофона.
Рибон микрофони су познати по доброј фреквенцијској карактеристици у опсегу средњих и високих фреквенција. Међутим, да би регистровали ниске фреквенције, трака мора бити опуштеније везана за мембрану, што је чини крхком. Са развојем технологије и наноматеријала, рибон микрофони су постали отпорнији на импулсе и ветар. Заштитни слој у виду металне мрежице такође помаже у отпорности на ветар и плозиве.
Главна примена рибон микрофона је снимање и озвучавање вокала.

## Галерија микрофони Радио Београда
- Микрофон из 1940.
- Микрофон из 1949
- Микрофон из 1953
- Микрофон из 1936

## Галерија различитих модела
- Sennheiser 805